# RD-253

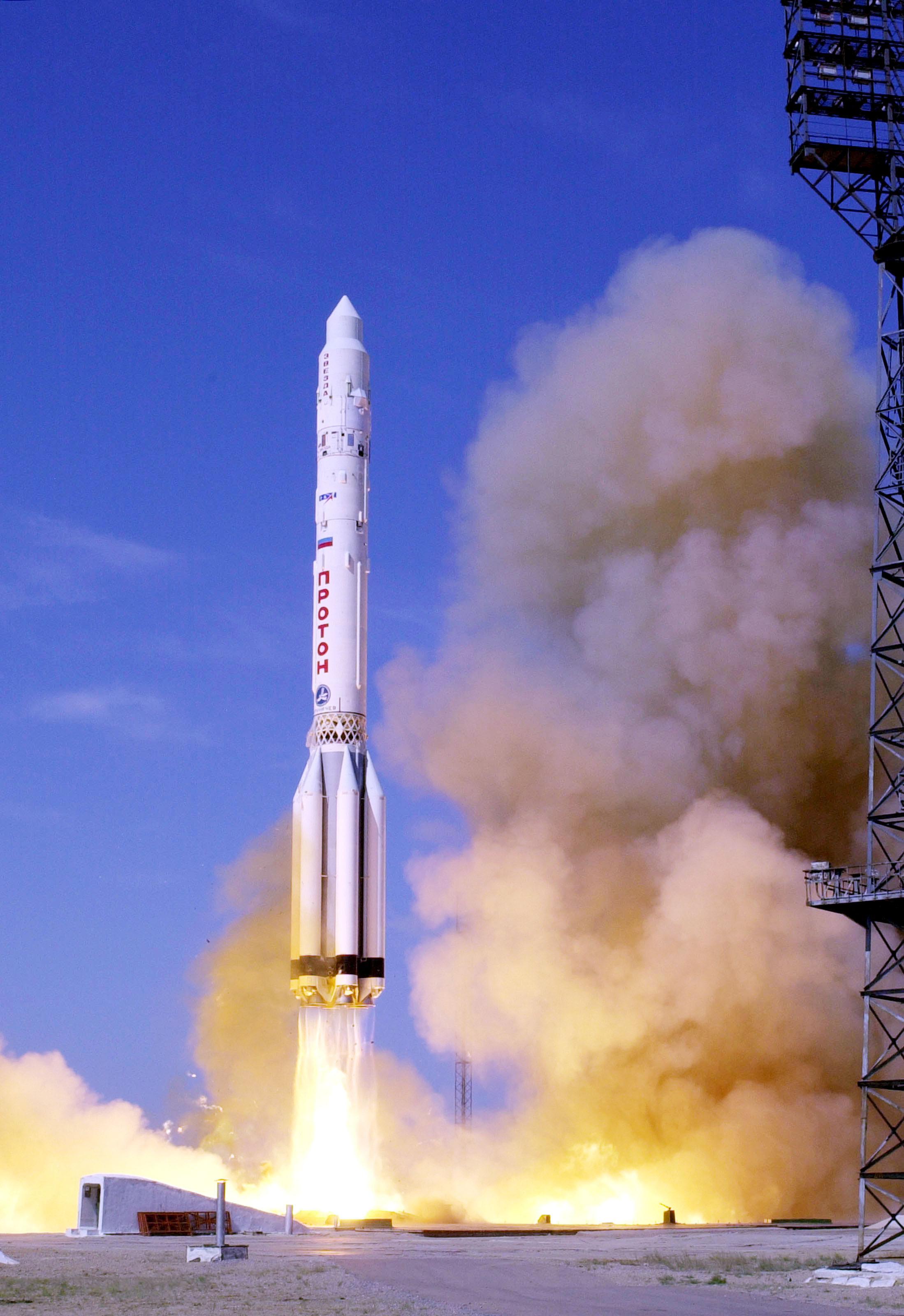
La fusée Proton utilise 6 exemplaires du RD-253.

Le RD-253 (en russe : Раке́тный дви́гатель 253, Moteur-fusée 253) est un moteur-fusée développé dans les années 1960 pour propulser le premier étage du lanceur lourd soviétique Proton. Ce moteur-fusée à combustion étagée qui brûle un mélange d'ergols stockables UDMH/peroxyde d'azote se caractérise par une impulsion spécifique particulièrement performante pour l'époque. Le RD-253 continue à propulser en 2016 dans une version améliorée baptisée RD-275M le lanceur Proton. Toutefois les ergols utilisés sont à la fois toxiques, coûteux à produire et ont un impact négatif sur l'environnement. Le lanceur et ses moteurs doivent être remplacés à court terme par la fusée Angara dont les moteurs brûlent un mélange de kérosène et d'oxygène liquide.

## Caractéristiques techniques

### La version RD-253
Le RD-253 est un moteur-fusée à ergols liquides à combustion étagée qui brûle un mélange d'UDMH et de peroxyde d'azote. Sa poussée est de 1670 kilonewtons (environ 170 tonnes-force) au niveau de la mer et de 1830 kN (environ 190 tonnes-force) dans le vide. Son impulsion spécifique est de 285 secondes au niveau de la mer et de 316 secondes dans le vide. Le moteur a une masse à vide de 1,28 tonne. Les turbines tournent à 13 800 tours par minute et délivrent une puissance de 18,74 MW. La température dans la chambre de combustion dont la paroi est recouverte de zirconium atteint 3 127 °C. La pression y est de 15,0 mégapascals.

### Les versions ultérieures
La version RD-275 qui vole à compter de 1995 a une poussée de 178 tonnes dans le vide grâce à une pression dans la chambre de combustion qui passe à 16,0 MPa. La version suivante RD-275M qui vole depuis 2007 a une poussée de 186,8 tonnes grâce à une pression dans la chambre de combustion de 16,85 MPa. Les autres caractéristiques restent pratiquement identiques pour ces deux évolutions. Ce moteur est aussi connu sous la référence RD-276.

## Historique
Le développement du RD-253 est le résultat des travaux de l'ingénieur motoriste Valentin Glouchko qui à compter de 1961 décide d'orienter ses réalisations vers les moteurs utilisant des ergols hypergoliques qui peuvent être stockés sur de longue durée dans les réservoirs des missiles, se contentent d'installations réduites à un simple silo et permettent un lancement avec un temps de préavis très court. Le RD-253 est développé pour propulser le missile balistique intercontinental UR-500 développé par le bureau d'études de Vladimir Tchelomeï qui sera finalement reconverti en lanceur sous l'appellation Proton. Six exemplaires du RD-253 propulsent le premier étage de la fusée. La première mise à feu du moteur a lieu en 1965 et la fusée Proton est lancée pour la première fois le 10 mai 1967.
La version RD-275 qui fournit une poussée accrue de 7,74 % grâce à l'augmentation de la pression dans la chambre de combustion est développée dans les années 1987 à 1993 pour la Proton M. Il vole pour la première fois en 1995. Une version d'une poussée encore plus importante (+5,2 %), le RD-275M, est entré en production en 2005.
Le RD-253 et ses successeurs est construit par la société russe Energomash dont l'établissement industriel est situé dans la ville de Perm dans l'Oural.